# Achaire de Noyon
Pour les articles homonymes, voir Acharius.
Saint Achaire de Noyon (en latin Acharius) (ou Anschaire, Acaire) est né vers 569 et mort vers 640. Moine au monastère de Luxeuil chez saint Eustache, puis en 621 évêque des  deux diocèses de Noyon et Tournai. Fête le 27 novembre.
Saint Achaire favorisait le travail de saint Amand. De Dagobert Ier il reçut l'autorisation d'ériger l'évêché de Thérouanne. Il siégea au concile de Reims de 625, avec Marin de Beauvais, Agomare de Senlis, et environ quarante autres évêques. Évêque de Noyon, il meurt le 27 novembre 639, à l'âge de 70 ans. Il est enseveli dans l'église de Saint-Pierre et Saint-Paul, dans la paroisse Sainte-Godeberte de Noyon.
Il est le patron de la commune de Haspres.

## Saint Achaire et la folie du roi Charles VI
Saint Acaire apparaît dans les Chroniques de Froissart. Dès le XIIe siècle, ce saint est connu pour guérir la folie. Au XIVe siècle, les fous et les folles venaient nombreux à Haspres. Pour honorer le saint et guérir le roi Charles VI de sa folie, Froissart mentionne qu'on y « [envoya] un homme de cire en forme du roi de France et un très beau cierge et grand (...) afin qu' [il] pria pour alléger la maladie du roi. » Cette dévotion eu un grand retentissement en France.

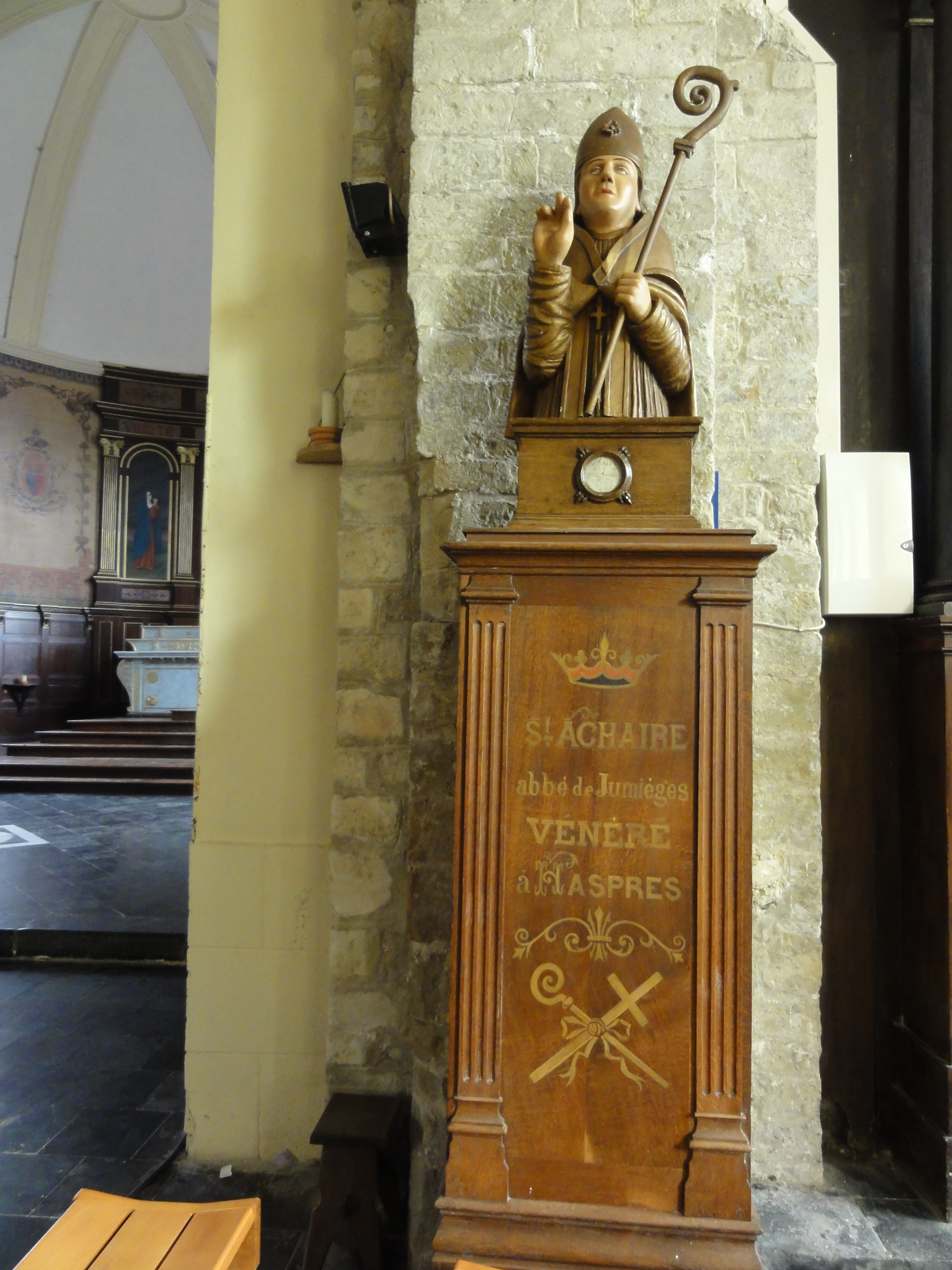
Buste de saint Achaire à Haspres
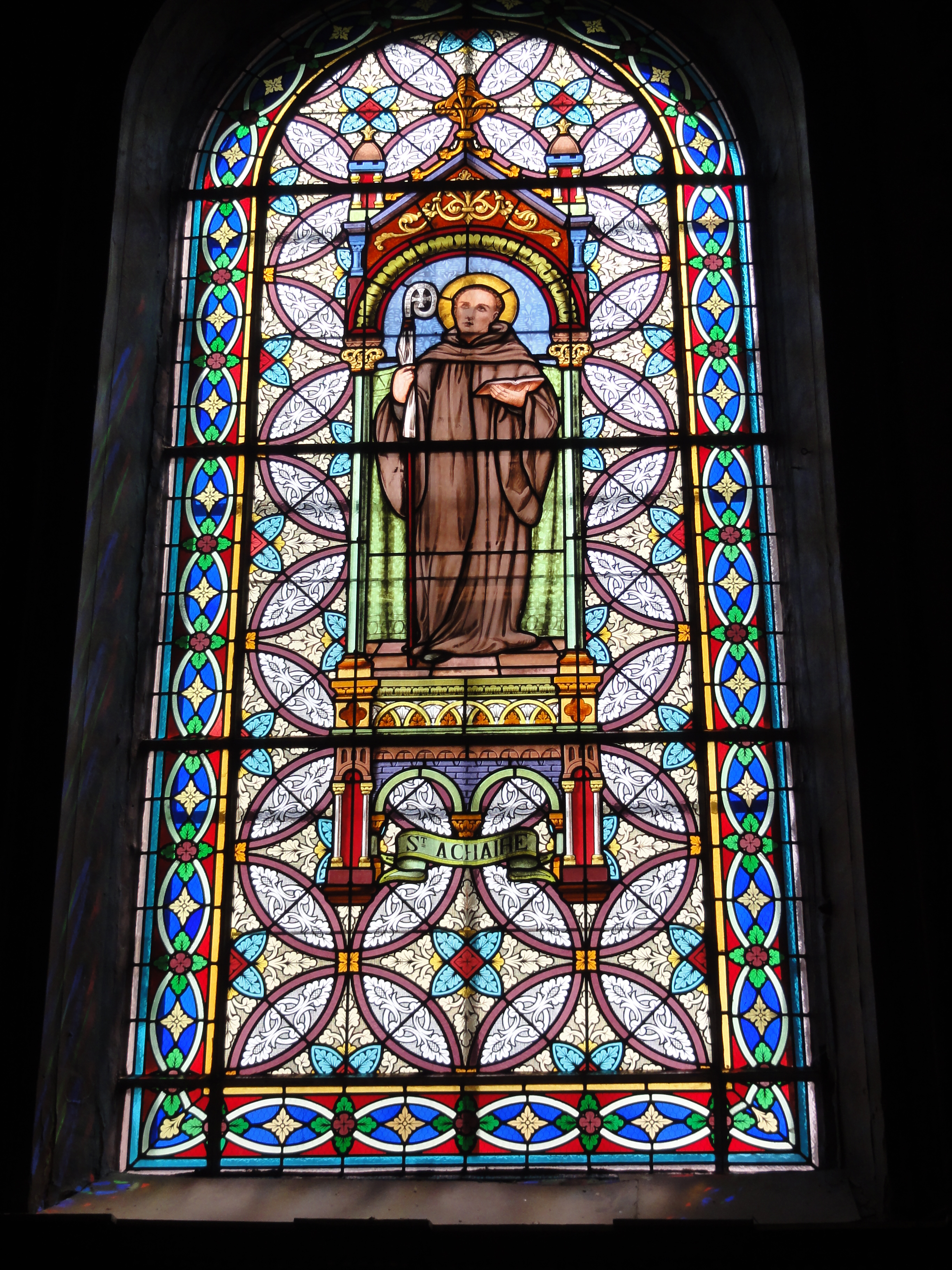
Vitrail de saint Achaire à Haspres

## Liens
- Notices dans des dictionnaires ou encyclopédies généralistes :   - Biographie nationale de Belgique
  - Deutsche Biographie
- Notices d'autorité :   - VIAF
  - GND